# Андреев, Аркадий Фёдорович
Аркадий Фёдорович Андреев (род. 10 января 1962, Щёлково, Московская область) — советский и российский хоккеист, нападающий. Мастер спорта СССР (1986). Тренер. Игрок в мини-футбол. Футбольный и хоккейный функционер.

## Биография
Воспитанник московского «Спартака», до 15 лет занимался в секции футбола. В сезоне 1978/79 был в составе «Спартака» в игре Кубка СССР против «Химика» (5:2). В сезоне 1980/81 играл в команде первой лиги «Бинокор» Ташкент, провёл два матча за «Спартак» в чемпионате в мае. В следующем сезоне сыграл 8 матчей за «Бинокор». Провёл три сезона во второй лиге, играя за «Торпедо» Ярославль (1982/83) и СКА МВО Калинин (1983/84 — 1984/85). В сезоне 1985/86 сыграл 23 матча за «Крылья Советов» в высшей лиге. В следующем сезоне, проведя пять матчей, перешёл в воронежский «Буран». Вышел с командой в первую лигу, где провёл сезон 1987/88. Там же отыграл три сезона за «Ладу» Тольятти (1988/89 — 1989/90) и «Кристалл» Саратов (1990/91). Пять сезонов (1991/92 — 1995/96) провёл в венгерском клубе «Ференцварош»; был играющим главным тренером (1993/94 — 1994/95), главным тренером (1997/98).
В сезоне 1993/1994 выступал за МФК «Щёлково».
C июня 1998 года по август 2003 года работал коммерческим и исполнительным директором щёлковском «Спартаке».
Тренер (2004/05) и генеральный менеджер (2004—2006) юниорской сборной Россия. Начальник команд «Химик» / «Атлант» Мытищи (2005/06 — 2008/09), ЦСКА (2009/10).
Тренер в клубах КХЛ «Металлург» Новокузнецк (2011/12 — 2012/13), «Автомобилист» Екатеринбург (2013/14 — 2014/15), «Салават Юлаев» (2015/16, до 10 октября).
Главный тренер команды ВХЛ «Торос» Нефтекамск (2 мая 2017 — 26 января 2018). Тренер «Лады» (2018/19).
24 июня 2021 года вошёл в тренерский штаб МХК «Спартак» Москва. 13 ноября 2021 был назначен исполняющим обязанности главного тренера.

## Достижения
- Серебряный призёр чемпионата юношеского чемпионата СССР (2): 1979, 1980.
- Серебряный призёр чемпионата первенства Вооружённых Сил СССР (2): 1984, 1985.
- Победитель хоккейного турнира зимней Универсиады 1987.
- Чемпион Венгрии (5): 1992—1996.